# San Esteban de Litera
San Esteban de Litera (en catalán: Sant Esteve de Llitera, en ribargorzanoSantistébe de Llitére) es un municipio y localidad español de la provincia de Huesca perteneciente a la comarca de la Litera, comunidad autónoma de Aragón. Se sitúa a 83,2 km de Huesca. Tiene un área de 71,90 km², con una población de 570 habitantes (INE 2021) y una densidad de 7,33 hab/km². El código postal es 22512.

## Toponimia
En los documentos antiguos aparece citado como Sancti Stephani que, por evolución fonética en época tardorromana, dio origen a la voz Santistebe de Llitera con el que se conoce en la variedad del dialecto ribagorzano que hablan los naturales del lugar. En la visita ad limina, de 1622, del obispo Serra se lee:
- Ecclesia parrochialis Sancti Stephani de la Litera (cum sua suffraganea de Vinomas), cum suo rectore et 19 beneficiatis

- Iglesia parroquial de SANCTI STEPHANI DE LA LITERA, con su sufragánea de Vinomas, con su rector y 19 beneficiados

La denominación Santistebe está recogida en el mapa dedicado a la denominación en habla local en el Atlas Lingüístico de la península ibérica (ALPI).
La segunda parte del nombre hace referencia a la comarca de La Litera (La Llitera) a la que pertenece. La voz Litera procede del latín, de la palabra lectuaria, que tiene que ver con el sustantivo lectum. De este modo la veneración del primer santo del cristianismo, llamado Esteban, dio origen al nombre de la población y para distinguirla de las numerosas poblaciones con la denominación de San Esteban desde tiempos antiguos se la conoce en castellano como San Esteban de Litera y en esta lengua es su único nombre oficial, aunque no sea el que usen sus habitantes. Sant Esteve de Llitera es la denominación en traducción al catalán, muy diferente fonéticamente de la forma oral y local de Santistébe de Llitére, pronunciado de este modo por los hablantes de la variedad local del habla local del ribagorzano, propia del lugar. En esta forma autóctona de pronunciación se conserva la -i del genitivo singular de sanctus, -i. El nombre originario de Esteban procede del griego stephanus, que dio origen primero a la pronunciación de la v labiodental del fonema ph y que posteriormente perdió ese carácter labiodental.
La geografía, que va subiendo de los doscientos metros de altitud en Binéfar hacia los mil en el Castillo de la Mora en Peralta de la Sal y San Quílez, frente a los llanos de Purroy de la Solana, ha hecho que desde antiguo se viera esta comarca con estratificaciones en forma de litera, de lecho.

## Geografía

### Núcleos
- San Esteban de Litera
- Rocafort

La población de San Esteban de Litera está situada en el extremo sur del antiguo Condado de Ribagorza, que perteneció durante los siglos XV y XVI a los Duques de Villahermosa hasta su desaparición como condado con jurisdicción propia.
San Esteban de Litera es una población situada en la margen izquierda de la cuenca del río Cinca. Su término municipal abarca tierras de la cuenca del río Sosa y de los barrancos que riegan las tierras de las poblaciones abandonadas de Pelegriñón (cat. Pelegrinyó), en la cartografía en castellano, pero que en el habla local recibe la denominación de Palagriñó y Rocafort.
Por el norte limita con los términos de Azanuy-Alins y Peralta de Calasanz; por el este con Alcampell –la aldea abandonada de Palagriñó pertenece al término municipal de Alcampell, mientras que la aldea abandonada de Rocafort pertenece al propio San Esteban de Litera– y Tamarite de Litera; por el sur la partida de Binafelda de San Esteban de Litera limita con el término municipal de Binéfar y por el oeste limita con Almunia de San Juan y Monzón.
La comarca de La Litera ha sido considerada como una tierra sin delimitación geográfica exacta, hasta que por la Ley 25 de 2002 de las Cortes de Aragón se creó oficialmente dicha comarca con una superficie de 733,90 km² y una población de 18.666 habitantes, con capital administrativa en Binéfar y capital histórico-cultural en Tamarite de Litera.
Desde esa fecha San Esteban de Litera pertenece a dicha comarca junto con los municipios de Albelda, Alcampell, Altorricón, Azanuy-Alins, Baélls, Baldellou, Binéfar, Camporrells, Castillonroy, Esplús, Peralta de Calasanz, Tamarite de Litera y Vencillón. La comarca limita al norte con la comarca de Ribagorza, al oeste con El Cinca Medio, al Suroeste con El Bajo Cinca y al este con la provincia de Lérida.
San Esteban de Litera, eclesiásticamente, ha pertenecido a la diócesis de Lérida hasta la última reestructuración de las diócesis por la Santa Sede en que ha pasado a depender de la nueva de Barbastro-Monzón.
Antiguamente la cabeza de partido judicial fue Tamarite de Litera. La estación de ferrocarril más cercana ha sido Binéfar y ahora, al estar cerrados sus servicios, es Monzón y la parada más cercana del AVE se encuentra en Lérida. La carretera nacional más cercana pasa por Binéfar, que une Tarragona con San Sebastián. Por los alrededores de Binéfar está proyectada la Autovía Huesca-Lérida.

### Montes de San Esteban
- La sierra de Castillo
- La sierra de San Salvador
- La sierra Navella
- Las Beatas
- La sierra El Pilaret
- La roca del águila
- La roca foradada
- La roca del elefante

## Historia
Se han encontrado restos en el Valle del Sosa y en Olriols, que denotan los primitivos poblamientos. El segundo yacimiento está aún en fase de investigación, a pesar de que se han encontrado cantidad de materiales depositados en el Museo Provincial y en la Casa Parroquial de Binéfar.
Cerca de San Esteban hubo muchas poblaciones que desaparecieron o fueron abandonadas por sus moradores, muchos de los cuales fueron a residir a la villa. Éste sería el caso de Olriols (nombre popularizado gracias a los documentos generados en el BOE con motivo de la construcción del Canal y Cataluña; en el habla local de Santisteva se pronuncia El Riol, los tamaritanos le llaman Alriols. En la visita ad limina, en 1622, del obispo Serra aparece ORIOLS –Ecclesia parrochialis de Oriols, cum suo rectore, iglesia parroquial de Oriols, con su rector–, Vinomás, Maimó, Rocafort, Pelegriñón (variante en el habla viva Palagriñó), Alcaná, etc.
Probablemente el nombre de la villa proviene de la denominación del primitivo castillo, dedicado al protomártir San Esteban (Sanctus Stephanus), hoy en ruinas, pues tan sólo se conserva un torreón.
Tomado por los musulmanes, al igual que el resto de las villas y lugares literanos, Sancho Ramírez lo recuperó de forma esporádica en 1064 y se perdería probablemente tres años después. En 1089 es reconquistado de nuevo por el mismo Sancho Ramírez y quedará incluido dentro de los límites del llamado Reino de Monzón. De nuevo se perderá por las continuas incursiones musulmanas, intentando recuperarlo Pedro I de Aragón, aunque será su hermano Alfonso I de Aragón el que en 1107 pondrá cerco a la población y también a Tamarite. Una nueva algara musulmana hará que se pierda de nuevo para ser definitivamente reconquistada por Ramón Berenguer IV el Santo entre 1143 y 1149. En 1209, se nombran en Los Anales de la Corona de Aragón, los castillos de Palagriñó y Rocafort, pertenecientes al entonces recién fallecido Armengol VIII, último conde de Urgel de la primera dinastía.
Entre 1062 y 1093 su tenente fue Sancho Aznarez I de Bagón, siendolo también de Ainielle, Castejón de Sobrarbe, Biescas, San Esteban, Secorún y Senegüé.
Durante el reinado de Pedro IV, San Esteban volverá a adquirir un cierto protagonismo al entablar dicho rey negociaciones con María de Portugal, viuda de Fernando de Aragón, señora de Albarracín, para llevar a cabo un tratado por el cual San Esteban y Tamarite serían entregadas a cambio del señorío de Albarracín. Esto se llevó a cabo sin contar para nada con ambas poblaciones, pues el rey disponía lo que él creía conveniente para el reino de Aragón, sin consultar a los afectados.
San Esteban, sigue dando nombre a la parroquial que se edificó fuera del castillo, en el recinto de la población y que fue consagrada en 1450. En 1585 en las cortes de Monzón y Binéfar la guardia del rey Felipe II de España se albergaba en la población, lo que supuso todo un acontecimiento en aquellas fechas. Contaba en aquellos momentos la villa con 150 vecinos.
Tuvo que sufrir los horrores de la guerra de 1642 y la temible peste bubónica aparecida en 1648, que se prolongó ocho años, diezmando la localidad.

## Demografía
San Esteban de Litera cuenta con una población de 641 habitantes (INE 2024).
| Gráfica de evolución demográfica de San Esteban de Litera entre 1842 y 2021 |
| |
| Población de derecho según los censos de población del INE Población de hecho según los censos de población del INEEntre el censo de 1857 y el anterior, crece el término del municipio porque incorpora a Rocafort |

## Administración y política
| Período   | Alcalde                   | Partido      |
| --------- | ------------------------- | ------------ |
| 1979-1983 | José Isidro Meler Til     | Ind.         |
| 1983-1987 | José Isidro Meler Til Til | PAR          |
| 1987-1991 | Enrique Latorre           | PAR          |
| 1991-1995 | José Isidro Meler Til     | PP de Aragón |
| 1995-1999 | Jaime de Salas            | PAR          |
| 1999-2003 | José Isidro Meler Til     | PP de Aragón |
| 2003-2007 | Jaime de Salas            | PAR          |
| 2007-2011 | Fernando Sabés Turmo      | PSOE         |
| 2011-2015 | Fernando Sabés Turmo      | PSOE         |
| 2015-2019 | Fernando Sabés Turmo      | PSOE         |
| 2019-2023 | Fernando Sabés Turmo      | PSOE         |

| Partido político    | Partido político                                   | 2003   | 2007   | 2011   | 2015   | 2019   |
| Partido político    | Partido político                                   | Ediles | Ediles | Ediles | Ediles | Ediles |
|                     | Partido de los Socialistas de Aragón (PSOE-Aragón) | 1      | 6      | 6      | 7      | 7      |
|                     | Partido Popular de Aragón (PP)                     | 2      | 1      | 1      | —      | —      |
|                     | Chunta Aragonesista (CHA)                          | 2      | —      | —      | —      | —      |
|                     | Partido Aragonés (PAR)                             | 2      | —      | —      | —      | —      |
| Total de concejales | Total de concejales                                | 7      | 7      | 7      | 7      | 7      |

## Cultura

### Patrimonio

#### Monumentos religiosos
- Capilla de San Roque, situada en la calle San Roque, dentro de un edificio que fue antiguamente Hospital y después Convento. En el siglo XVIII (1739), dicho hospital estaba dotado con 33 escudos de plata contabilizados en la diócesis de Lérida.

- Ermita de San Isidro, en el paraje de Fosas.
- Iglesia parroquial de San Esteban Sancti Stephani.
- Capilla de Santiago.
- Capilla de la Virgen de la Cama, situada en la antigua Casa Laplana.
- Capilla de Casa Salas, que albergó un cuadro del pintor Mengs.

#### Monumentos civiles
- El Sifón del Sosa (perteneciente a San Esteban de Litera y Almunia de San Juan).
- El Puente Perera.
- La torre del Castell.
- Casas infanzonas: Case Falces, Case Falces, Casa Raso, Casa Otto, Case Callén, etc.

### Fiestas
- 16 de agosto - San Roque
- 26 de diciembre - San Esteban protomártir

### Deporte
U.D. San Esteban de Litera
El pueblo cuenta con un campo de césped de fútbol, una pista de pádel, dos pistas de petanca, un campo de fútbol sala-básquet, dos gimnasios al aire libre y un polideportivo.